# Hôtel d'Antoine ou de Lestang-Parade
L’hôtel d'Antoine ou de Lestang-Parade est un hôtel particulier situé 18, rue de l'Opéra à Aix-en-Provence, dans le département des Bouches-du-Rhône.

## Histoire
Le bâtiment fut construit vers 1650, moment de développement architectural intense pour la ville, par deux célèbres architectes aixois : Pierre Pavillon et Jean-Claude Rambot. Jean-Louis Antoine, conseiller à la cour des comptes de Provence, fut son commanditaire et premier propriétaire.
En janvier 1660, lors du séjour de Louis XIV à Aix, la comtesse de Soissons, Olympe Mancini y résida.
À partir de 1680, l'hôtel particulier est divisé et vendu à plusieurs propriétaires.
Au XVIIIe siècle (nous ne savons pas à quelle date), l'hôtel particulier passa à la famille Piolenc ; puis, en 1762 il fut acheté par Antoine Joseph de Lestang-Parade.
Autres faits notoires liés à ces lieux : 
- l'écrivain Louise Révoil de Servannes, dite Louise Colet, célèbre pour sa beauté, ses poésies et ses amours extravagantes, y naquit le 15 septembre 1810.
- l'aile Est accueillit la direction de la poste au XIXe siècle.
- la girafe offerte par le pacha d'Égypte à Charles X en 1827 y fut logée lors de son trajet de Marseille à Paris.

L'hôtel est inscrit en tant que monument historique depuis 1929 et classé en 1980 et 2004.

## Architecture

### Extérieur
L'ensemble, assez spacieux et en pierre de Bibémus, fait montre d'une symétrie de façade.
La porte cochère est ornée de pilastres à chapiteaux doriques soutenant un entablement montrant une frise ionique.
Ce portail muré donne accès à une cour intérieure d'où l'on peut mieux voir la façade du bâtiment même. Cette façade est disposée « en U » (deux ailes en avant-corps). On observe les mêmes pilastres sur cette façade intérieure, à chaque étage ; ils sont d'ordre ionique et en demi-relief au rez-de-chaussée, corinthien aux étages (on dit d'une telle façade qu'elle est « à ordres superposés »). À chaque étage, ces pilastres séparent visuellement les fenêtres et supportent une frise et l'entablement.
La frise du rez-de-chaussée est dite « à triglyphes et à métopes ».
L'ensemble de la façade se veut sobre, dans le style du Grand Siècle versaillais.

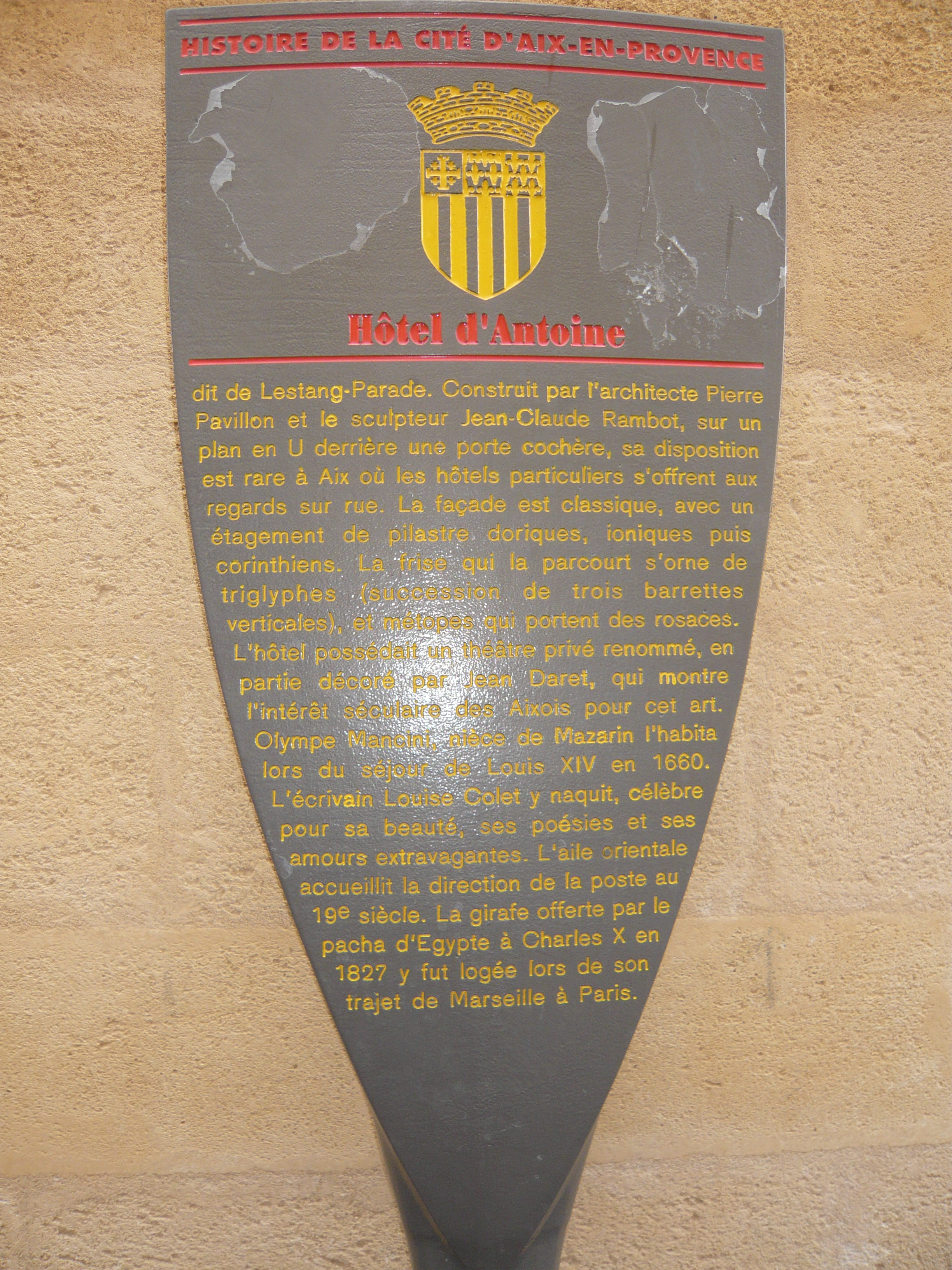
Panneau d'historique devant le bâtiment
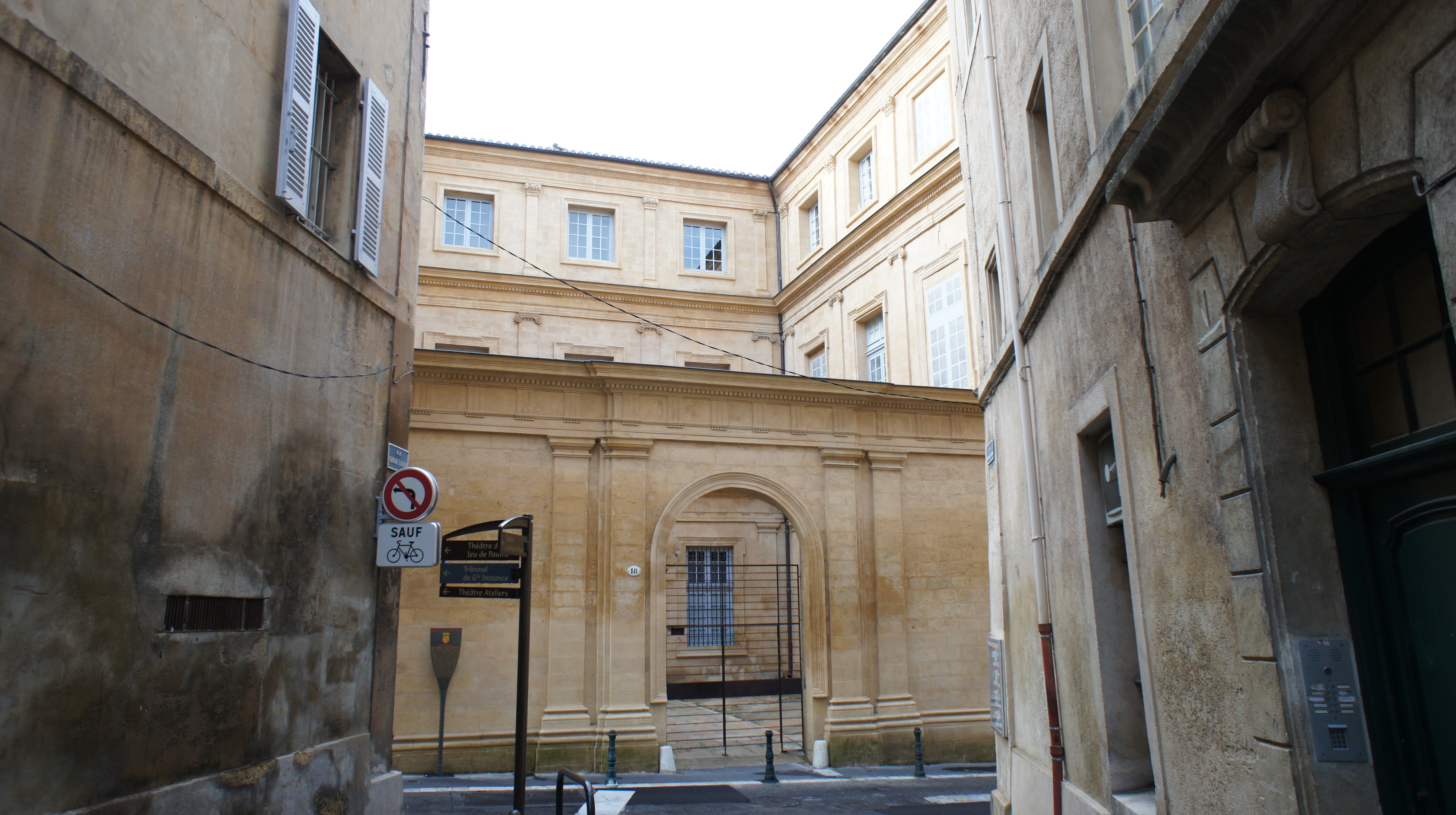
Vue de la rue de la Fontaine d'Argent

### Intérieur
Le rez-de-chaussée dispose d'un boudoir à coupole.
Au premier étage, le grand salon présente une alcôve, servant spécifiquement de scène pour le théâtre (au XVIIIe siècle). Le plafond peint de cette pièce remarquable représente l'amour et la folie, cette peinture est attribuée à Jean Daret.